# Чуреков, Павел Егорович
Павел Егорович Чуреков (1923 — 1970) — командир расчёта 1-й миномётной роты 441-го стрелкового Краснознамённого полка (116-я стрелковая Харьковская Краснознамённая ордена Кутузова 2-й степени дивизия, 52-я армия, 1-й Украинский фронт), старший сержант.  Полный кавалер ордена Славы.

## Биография
Родился 13 июня 1923 года в селе Курашим Курашимской волости, Пермского уезда Пермской губернии (в настоящее время Пермский район Пермского края) в семье рабочего. Окончил начальную школу, работал столяром на Курашимском обозном заводе.
В мае 1942 года Верхне-Муллинским райвоенкоматом Молотовской области он был призван в ряды Красной армии. С 5 мая 1942 года на фронтах Великой Отечественной войны. Воевал под Сталинградом на Донском фронте.
Ефрейтор Чуреков 12 августа 1943 года в бою за высоту 212,8 вблизи деревни Алексеевка Дергачёвского района Харьковской области принял командование отделением. При контратаке противника огнём из миномёта уничтожил 2 станковых пулемёта вместе с расчётами. Приказом по 441 стрелковому полку от 21 августа 1943 года награждён медалью «За отвагу».
В бою за деревню Млынок Онуфриевского района Кировоградской области 21 октября 1943 года ефрейтор Чуреков вместе с миномётчиком Кавериным по личной инициативе перенесли миномёт вперёд на удобную позицию и  открыли беглый огонь по атакующей пехоте противника. Под сильным миномётным огнём противник отступил, потеряв 23 солдата. Приказом по 116-й стрелковой дивизии от 10 ноября 1943 года награждён орденом Красной Звезды.
6 июня 1944 года в бою в районе города Яссы при отражении контратаки противника со своим расчетом уничтожил свыше 10 солдат противника. Когда кончились мины, бойцы продолжали истреблять врага из личного оружия. Приказом по дивизии от 20 июня 1944 года сержант Чуреков был награждён орденом Славы 3-й степени.
При прорыве сильных укреплений противника у деревни Захорна в Румынии 20 августа 1944 года расчётом старшего сержанта Чурекова было уничтожено 7 пулемётных точек, 1 пушка и 2 миномёта. было уничтожено так же около 50 солдат противника. 21 августа 1944 года в бою у населённого пункта Подгория-Галата  расчётом Чурекова были уничтожены 4 станковых пулемёта вместе с расчётами и до взвода солдат противника. Приказом по 52-й армии от 27 октября 1944 года награждён орденом Славы 2-й степени.
20 апреля 1945 года в районе деревни Барсдорф противник предпринял контратаку при поддержке танков, самоходных орудий и бронетранспортёров и в сопровождении артиллерийского и миномётно-пулемётного огня. Старший сержант Чуреков в бою подавил 4 станковых пулемёта, 2 крупнокалиберных и уничтожил до 40 солдат и офицеров противника. 21 апреля 1945 года примерно в том же районе из своего миномёта поразил 2 станковых пулемёта вместе с расчётами. Указом Президиума Верховного Совета СССР от 29 июня 1945 года он был награждён орденом Славы 1-й степени.
В 1947 демобилизован. Вернулся в родное село. Работал столяром в совхозе «Курашимский».
Умер 2 июня 1970 года.

## Память
- Его именем названа улица в селе Курашим.